# Sulejman Veličanstveni (televizijska serija)
Sulejman Veličanstveni (tur. Muhteşem Yüzyıl) je turska povijesna serija. 
Serija se temelji na životu desetog po redu sultana Osmanskog carstva Sulejmana I. (također poznatog kao Sulejman Veličanstveni), najdužeg vladajućeg sultana u Osmanskom Carstvu.

## Glavne uloge (postava na kraju serije)
| Glumac/glumica                                            | Lik                  | Opis lika                                   | Sezone |
| --------------------------------------------------------- | -------------------- | ------------------------------------------- | ------ |
| Halit Ergenc                                              | sultan Sulejman      | 10. sultan Osmanskog Carstva                | 1-4    |
| Meryem Uzerli (1. do 3. sezona) Vahide Gördum (4. sezona) | sultanija Hurrem     | sultanija                                   | 1-4    |
| Engin Ozturk                                              | sultan Selim         | 11. sultan Osmanskog Carstva                | 4      |
| Nur Fettahoğlu                                            | Mahidevran Sultanija | sultanija (majka preminulog princa Mustafe) | 1-4    |
| Merve Boluğur                                             | Nurbanu Sultanija    | sultanija                                   | 4      |
| Sarp Akkaya                                               | Atmadža              | čuvar princa Mustafe i princa Bajazita      | 4      |
| Selim Bayraktar                                           | Zumbul aga           | Čuvar u haremu                              | 1-4    |

## Zanimljivosti
- Serija je izazvala kontroverze u islamskom svijetu jer je Sulejman predstavljen kao loš čovjek i ženskaroš, bez poštovanja prema ljudima i sklon alkoholizmu. Brojne pritužbe gledatelja upućene zbog negativnog predstavljanja ove povijesne osobe nisu umanjile popularnost serije u zemljama u kojima je prikazana.
- U izradi filmskog seta potrošeno je više od 3 i pol milijuna dolara.
- Za snimanje serije izgradila se palača, na koju se potrošilo 2 milijuna dolara.
- Meryem Uzerli je napustila snimanje serije zbog nesuglasica.

## Vanjske poveznice
- Sulejman Veličanstveni  Arhivirana inačica izvorne stranice od 29. svibnja 2015. (Wayback Machine) na službenoj web stranici
- Sulejman Veličanstveni na Internet Movie Databaseu
- Sulejman Veličanstveni  Arhivirana inačica izvorne stranice od 23. siječnja 2013. (Wayback Machine) na web stranici u Hrvatskoj